# Валеев, Руслан Салаватович
Русла́н Салава́тович Вале́ев (укр. Руслан Салаватович Валєєв; 31 октября 1981, Одесса, Украинская ССР, СССР) — украинский футболист, атакующий полузащитник. Тренер в клубе «Бюдерих».

## Биография

### Клубная карьера
Воспитанник одесского «Черноморца». В 1998 году перешёл в немецкий клуб «Боруссия» (Мёнхенгладбах), где играл вместе с Андрем Ворониным.
В 2000 году перешёл в голландский клуб «Де Графсхап» из города Дутинхем. Практически сразу завоевал место в основном составе, признавался лучшим игроком команды. В составе «Де Графсхапа» провел пять сезонов, из них четыре в высшем дивизионе чемпионата Нидерландов, а один во второй по значимости лиге.
В 2005 году перешёл в другой клуб чемпионата Нидерландов, «Эммен» из одноименного города. В «Эммене» провел два полных сезона, после чего решил вернуться на Украину.
В 2007 году Валеев подписал контракт с одесским «Черноморцем», за который в то время уже выступал его младший брат Ринар. Однако травмы помешали Руслану пробиться в основной состав. За «Черноморец» он не сыграл ни одного матча в высшей лиге, выступая только за дублирующий состав.
В 2010 году провел неполный сезон в ярославском  «Шиннике», после чего фактически завершил карьеру игрока. После окончания карьеры футболиста, Валеев работал детским тренером. В начале 2017 года Андрей Воронин возглавил любительский клуб «Бюдерих» и позвал Руслана на должность ассистента тренера.

### Карьера в сборной
В 2000 году в составе юношеской сборной Украины стал серебряным призёром чемпионата Европы. В 2001 году в составе молодежной сборной Украины выступал на чемпионате мира в Аргентине. По итогам 2001 года был включен в список 33 лучших футболистов Украины по версии газеты «Команда».